# Rius més llargs d'Ucraïna
El territori d'Ucraïna és regat per uns 23 mil rius d'una llargada total de prop de 170 mil km, dels quals uns 3 mil són d'uns 10 km o més de llarg, 116 de 100 km o més de llargada. El caràcter de cada riu, en particular la densitat del sistema fluvial, el cabal, l'aqüífer i canvis estacionals en el cabal depenen del clima, el relleu, la base geològica, la vegetació de ribera i fluvial, els usos socials del lloc i altres factors.
Heus aquí la taula dels rius més llargs d'Ucraïna. Inclou els rius que, exclusivament dins del territori d'Ucraïna, fan 100 km o més de llargada.
| Nom del riu transcrit al cat (i en ucraïnès) | Desembocadura                                      | Llargada, km | Llargada, km   | Àrea de la conca, km² | Comentaris |
| Nom del riu transcrit al cat (i en ucraïnès) | Desembocadura                                      | total        | dins d'Ucraïna | Àrea de la conca, km² | Comentaris |
| -------------------------------------------- | -------------------------------------------------- | ------------ | -------------- | --------------------- | --- |
| Dniéper (Дніпро)                             | Mar Negra                                          | 2.201        | 981            | 504.000               | D'acord amb altres fonts, la llargada total és de 2.285 km, àrea de la conca — 516.300 km²                                                                                 |
| Buh Meridional (Південний Буг)               | Mar Negra                                          | 806          | 806            | 63.700                | |
| Dnister (Дністер)                            | Mar Negra                                          | 1.362        | 705            | 72.100                | |
| Síverskyi Donets (Сіверський Донець)         | Don                                                | 1.053        | 672            | 98.900                | |
| Desnà (Десна)                                | Dniéper                                            | 1.130        | 591            | 88.900                | |
| Horýn (Горинь)                               | Prýpiat                                            | 659          | 577            | 27.700                | Àrea de la conca dins el territori d'Ucraïna — 27.010 km² |
| Inhulets (Інгулець)                          | Dniéper                                            | 549          | 549            | 14.870                | Altres noms: Petit Inhul |
| Psel (Псел)                                  | Dniéper                                            | 717          | 526            | 22.800                | Llargada dins la província de Sumi: 176 km; dins la província de Poltava: 350 km.                                                                                          |
| Slutx (Случ)                                 | Horýn                                              | 451          | 451            | 13.800                | |
| Styr (Стир)                                  | Prýpiat                                            | 494          | 445            | 13.100                | |
| Buh Occidental (Західний Буг)                | Narew (Nàrev)                                      | 831          | 401            | 73.500                | D'acord amb altres fonts, la llargada total és de 772 km, l'àrea de la conca de 73.470 km², d'aquests, 10.100 km² son a Ucraïna, i la llargada dins del país és de 394 km. |
| Tèteriv (Тетерів)                            | Dniéper                                            | 385          | 385            | 15.300                | D'acord amb altres fonts, la llargada total és de 365 km, l'àrea de la conca: 15100 km²                                                                                    |
| Sulà (Сула)                                  | Dniéper                                            | 365          | 365            | 19.600                | Llargada dins la província de Sumi: 152 km; dins el de Poltava: 213 km. D'acord amb altres fonts, la llargada total és de 363 km                                           |
| Inhul (Інгул)                                | Buh Meridional                                     | 354          | 354            | 9.890                 | |
| Vorskla (Ворскла)                            | Dniéper                                            | 464          | 348            | 14.700                | Llargada dins la província de Sumi: 122 km; dins el de Poltava: 226 km. |
| Ros' (Рось)                                  | Dniéper                                            | 346          | 346            | 12.600                | |
| Orill (Оріль)                                | Dniéper                                            | 346          | 346            | 9.800                 | |
| Udai (Удай)                                  | Sulà                                               | 327          | 327            | 7.030                 | |
| Vovtxa (Вовча)                               | Samara                                             | 323          | 323            | 13.300                | |
| Samara (Самара)                              | Dnièper                                            | 320          | 320            | 22.600                | |
| Khorol) (Хорол)                              | Psel                                               | 308          | 308            | 3.870                 | |
| Prut (Прут)                                  | Danubi                                             | 967          | 272            | 27.500                | |
| Prýpiat (Прип'ять)                           | Dniéper                                            | 761          | 261            | 121.000               | D'acord amb altres fonts, la llargada total és de 775 km, l'àrea de la conca, 114.300 km², d'aquests, 76.600 km² dins d'Ucraïna                                            |
| Uj (Уж)                                      | Prýpiat                                            | 256          | 256            | 8.080                 | |
| Zbrutx (Збруч)                               | Dnister                                            | 244          | 244            | 3.400                 | |
| Seret (Серет)                                | Dnister                                            | 242          | 242            | 3.900                 | |
| Stryi (Стрий)                                | Dnister                                            | 232          | 232            | 3.060                 | |
| Seim (Сейм)                                  | Desnà                                              | 748          | 222            | 27.500                | |
| Aidar (Айдар)                                | Síverskyi Donets                                   | 264          | 213            | 7.420                 | |
| Kàlmius (Кальміус)                           | Mar d'Azov                                         | 209          | 209            | 5.070                 | |
| Salhir (Салгір)                              | Mar d'Azov (albuferes del Sivaix, Сиваш)           | 204          | 204            | 3.750                 | |
| Tyssa (Тиса)                                 | Danubi                                             | 966          | 201            | 153.000               | L'àrea de la conca dins d'Ucraïna: 11.300 km² |
| Vyssun (Вису́нь)                              | Inhulets                                           | 201          | 201            | 2.670                 | |
| Oster (Остер)                                | Desnà                                              | 199          | 199            | 2.950                 | |
| Luhan (Лугань)                               | Síverskyi Donets                                   | 198          | 198            | 3.740                 | |
| Molotxna (Молочна)                           | Mar d'Azov                                         | 197          | 197            | 3.450                 | Desemboca al seu líman, el líman del Molotxna (Молочний лиман, Molotxnyi líman), que al seu torn va a parar a la mar d'Azov                                                |
| Snov (Снов)                                  | Desnà                                              | 253          | 190            | 8.700                 | |
| Stokhid (Стохід)                             | Prýpiat                                            | 188          | 188            | 3.150                 | |
| Túriia (Турія)                               | Prýpiat                                            | 184          | 184            | 2.800                 | |
| Oskil (Оскіл)                                | Síverskyi Donets                                   | 472          | 177            | 14.800                | D'acord amb altres fonts, la llargada dins d'Ucraïna és de 178 km |
| Danubi (Дунай, Dunai)                        | Mar Negra                                          | 2900         | 174            | 817.000               | D'acord amb altres fonts, la llargada total és de 2848 km. Marca la frontera amb Romania.                                                                                  |
| Ubort (Уборть)                               | Prýpiat                                            | 292          | 170,6          | 5.820                 | |
| Krynka (Кринка)                              | Mius                                               | 180          | 170            | 2.630                 | |
| Smòtrytx (Смотрич)                           | Dnister                                            | 168          | 168            | 1.800                 | |
| Hirskýi Tíkytx (Гірськи́й Ті́кич)              | Hnylýi Tíkytx                                      | 167          | 167            | 3.510                 | |
| Velyka Vys (Велика Вись)                     | Syniukha                                           | 166          | 166            | 2.860                 | |
| Murafa (Мурафа)                              | Dnister                                            | 163          | 163            | 2410                  | |
| Irpín (Ірпі́нь)                               | Dniéper                                            | 162          | 162            | 3.340                 | |
| Tiasmýn (Тясмин)                             | Dniéper                                            | 159,7        | 159,7          | 4.540                 | |
| Bazavluk (Базавлук)                          | Dniéper                                            | 157          | 157            | 4.200                 | |
| Hnylýi Tíkytx (Гнили́й Ті́кич)                 | Syniukha                                           | 157          | 157            | 3.150                 | |
| Ikva (Іква)                                  | Styr                                               | 156          | 156            | 2.250                 | |
| Txytxykliia (Чичиклія)                       | Buh Meridional                                     | 156          | 156            | 2.120                 | |
| Tylihul (Тилігул)                            | Mar Negra (líman del Tylihul, Тилігульський лиман) | 154          | 154            | 3.300                 | D'acord amb altres dades, la llargada total és de 162 km |
| Derkul (Деркул)                              | Síverskyi Donets                                   | 163          | 153            | 5.180                 | La majoria del seu curs marca la frontera entre Rússia i Ucraïna |
| Stvyha (Ствига)                              | Prýpiat                                            | 152          | 152            | 5.440                 | |
| Velykyi Kuialnyk (Великий Куяльник)          | liman del Kuialnyk (Куяльницький лиман)            | 150          | 150            | 1.860                 | |
| Kodyma (Кодима)                              | Buh Meridional                                     | 149          | 149            | 2.470                 | |
| Mokri Ialy (Мокрі Яли)                       | Vovtxa                                             | 147          | 147            | 2.660                 | |
| Strypa (Стрипа)                              | Dnister                                            | 147          | 147            | 1.610                 | |
| Konka (Конка)                                | Dniéper                                            | 146          | 146            | 2.580                 | Altres noms: Kinska (Кінська) |
| Zdvyj (Здвиж)                                | Tèteriv                                            | 145          | 145            | 1.720                 | D'acord amb altres fonts, la llargada total és de 144 km |
| Latòrytsia (Лато́риця)                        | Bódroh (Бо́дрог)                                    | 191          | 144            | 7.680                 | |
| Supii (Супій)                                | Dniéper                                            | 144          | 144            | 2.160                 | |
| Saksahan (Саксагань)                         | Inhulets                                           | 144          | 144            | 2.025                 | D'acord amb altres fonts, la llargada total és de 146 km, l'àrea de la conca, 2.020 km²                                                                                    |
| Mokra Sura (Мокра Сура)                      | Dniéper                                            | 138          | 138            | 2.830                 | |
| Udy (Уди)                                    | Síverskyi Donets                                   | 164          | 136            | 3.894                 | Altres noms: Uda (Уда) |
| Irxà (Ірша́)                                  | Tèteriv                                            | 136          | 136            | 3.070                 | |
| Txornyi Taixlyk (Чорний Ташлик)              | Syniukha                                           | 135          | 135            | 2.390                 | |
| Kazennyi Torets (Казе́нний Торе́ць)            | Síverskyi Donets                                   | 134          | 134            | 5.410                 | |
| Krasna (Красна)                              | Síverskyi Donets                                   | 131          | 131            | 2.710                 | |
| Haitxur (Гайчур)                             | Vovtxa                                             | 130          | 130            | 2.140                 | |
| Berda (Бе́рда)                                | Mar d'Azov                                         | 125          | 125            | 1.750                 | D'acord amb altres fonts, la llargada total és de 130 km, l'àrea de la conca, 1.720 km²                                                                                    |
| Kleven (Клевень)                             | Seim                                               | 133          | 124            | 2.660                 | |
| Lòmnytsia (Ло́мниця)                          | Dnister                                            | 122          | 122            | 1.530                 | Altres noms: Límnytsia (Лі́мниця) |
| Úixytsia (У́шиця)                             | Dnister                                            | 122          | 122            | 1.420                 | |
| Romen (Ромен)                                | Sulà                                               | 121          | 121            | 1.660                 | D'acord amb altres fonts, la llargada total és de 100 km |
| Kohílnyk (Когі́льник)                         | albufera Sassyk (Сасик) (óblast d'Odessa)          | 221          | 120            | 3.910                 | Altres noms: romanès: Cogâlnicul |
| Òrjytsia (О́ржиця)                            | Sulà                                               | 117          | 117            | 2.190                 | |
| Merla (Мерла)                                | Vorskla                                            | 116          | 116            | 2.030                 | |
| Rostavytsia (Роставиця)                      | Ros'                                               | 116          | 116            | 1.465                 | D'acord amb altres fonts, la llargada total és de 111 km |
| Kiltxen (Кільчень)                           | Samara                                             | 116          | 116            | 966                   | |
| Sob (Соб)                                    | Buh Meridional                                     | 115          | 115            | 2.840                 | |
| Mertvovod (Мертвовод)                        | Buh Meridional                                     | 114          | 114            | 1.820                 | |
| Khomora (Хомора)                             | Slutx                                              | 114          | 114            | 1.465                 | |
| Trubij (Трубі́ж)                              | Dnièper                                            | 113          | 113            | 4.700                 | Altres noms: Trubailo (Труба́йло) |
| Bereka (Берека)                              | Síverskyi Donets                                   | 113          | 113            | 2.680                 | |
| Lva (Льва)                                   | Stvyha                                             | 172          | 111            | 2.700                 | Al tram baix del riu, al territori de Belarús: Mostva (Моства) |
| Syniukha (Синюха)                            | Buh Meridional                                     | 111          | 111            | 16.700                | Neix de la confluència dels rius Velyka Vys' (Велика Вись) і Hnylýi Tíkytx (Гнили́й Ті́кич)                                                                                  |
| Sarata (Сарата)                              | albufera Sassyk (Сасик) (óblast d'Odessa)          | 120          | 109            | 1.250                 | |
| Jerev (Жерев)                                | Uj                                                 | 108          | 108            | 1.470                 | D'acord amb altres fonts, la llargada total és de 96 km |
| Ortxyk                                       | Оrill                                              | 108          | 108            | 1.460                 | |
| Byk (Бик)                                    | Samara                                             | 108          | 108            | 1.430                 | D'acord amb altres fonts, la llargada total és de 104 km |
| Uj (Уж)                                      | Làborets                                           | 127          | 107            | 2.750                 | |
| Verkhna Tersa (Верхня Терса)                 | Vovtxa                                             | 107          | 107            | 1.680                 | D'acord amb altres fonts, la llargada total és de 113 km |
| Jvàntxyk (Жванчик)                           | Dnister                                            | 107          | 107            | 769                   | |
| Svitxa (Свіча)                               | Dnister                                            | 106          | 106            | 1.490                 | |
| Borjava (Боржава)                            | Tyssa                                              | 106          | 106            | 1.360                 | |
| Ubid (Убідь)                                 | Desnà                                              | 106          | 106            | 1.310                 | |
| Velyka Kàmianka (Вели́ка Ка́м'янка)            | Síverskyi Donets                                   | 118          | 105            | 1.810                 | |
| Huiva (Гуйва)                                | Tèteriv                                            | 105          | 105            | 1.505                 | D'acord amb altres fonts, la llargada total és de 95 km |
| Kàmianka (Кам'янка)                          | Ros'                                               | 105          | 105            | 750                   | D'acord amb altres fonts, la llargada total és de 110 km |
| Kutxurhan (Кучурган)                         | Dnister                                            | 109          | 104,0          | 2.090                 | |
| Iantar (Ятрань)                              | Buh Meridional                                     | 104          | 104            | 2.170                 | |
| Riv (Рів)                                    | Buh Meridional                                     | 104          | 104            | 1.160                 | |
| Hnylýi Ianalets (Гнилий Яланець)             | Buh Meridional                                     | 103          | 103            | 1.235                 | |
| Berestova (Берестова)                        | Orill                                              | 102          | 102            | 1.810                 | |
| Kolomal (Коломак)                            | Vorskla                                            | 102          | 102            | 1.650                 | |
| Hromokliia (Громоклія)                       | Inhul                                              | 102          | 102            | 1.545                 | |
| Biuk-Kurassu (Біюк-Курасу)                   | Salhir                                             | 102          | 102            | 1.160                 | Altres noms: Velyka Karassivka (Велика Карасівка) |
| Seret (Серет)                                | Danubi                                             | 706          | 100            | 44.840                | |
| Obytitxna (Обитічна)                         | Mar d'Azov                                         | 100          | 100            | 1.430                 | |
| Olxanka (Ольшанка)                           | Dnièper                                            | 100          | 100            | 1.260                 | Altres noms: Vilxana, Vilxanka (Вільшана, Вільшанка) |

Conques:
Conca de la mar Negra
 — rius de la conca del Danubi
 — rius de la conca del Dniéper
 — rius de la conca del Dnister
 — rius de la conca del Buh Meridional
 — rius de la conca dels estanys o albuferes de la costa septentrional de la mar Negra
Conca de la mar d'Azov
 — rius de la conca del riu Don
 — rius de la conca del Mius
 — rius de la conca del Salhir
 — rius que van directament a la mar d'Azov (excepte el Salhir)
Conca de la mar Bàltica
 — riu de la conca del Vístula